# あなたはこの衝撃に耐えられる?ワールドドキドキビデオ
『あなたはこの衝撃に耐えられる?ワールドドキドキビデオ』（あなたはこのしょうげきにたえられる?ワールドドキドキビデオ）は、日本テレビ系列で2020年から不定期で放送されているバラエティ特別番組。

## 概要
世界に数多ある「笑い」「感動」「驚き」に満ち溢れた衝撃映像を、『感情を顔に出してはいけない』というルールのもと人気タレントが鑑賞する。これはトーナメント制になっており、優勝者は「ノーリアクション王」の称号が贈られる。

## 出演者

### 第1弾
- 風間俊介
- 指原莉乃
- 佐藤栞里
- 出川哲朗
- 中岡創一（ロッチ）
- 日向坂46（金村美玖・佐々木美玲・丹生明里）
- ぺこぱ
- 丸山桂里奈

コーナー吹き替え
- カミナリ

### 第2弾
前回からの続投
- 風間俊介
- 指原莉乃
- 佐藤栞里
- 出川哲朗
- ぺこぱ

ゲスト
- 朝日奈央
- 市川猿之助
- 佐々木久美（日向坂46）
- SixTONES（田中樹・森本慎太郎）
- チョコレートプラネット
- フワちゃん
- 松丸亮吾
- 水卜麻美（日本テレビアナウンサー）
- 山下美月（乃木坂46）

ナレーター
- 松岡禎丞

### 第3弾
前回からの続投
- 風間俊介
- 指原莉乃
- 佐藤栞里
- 出川哲朗
- 朝日奈央
- 佐々木美玲（日向坂46）[1]
- 山下美月（乃木坂46）
- SixTONES（田中樹・森本慎太郎）[2]
- チョコレートプラネット
- 水卜麻美（日本テレビアナウンサー）

ゲスト
- 飯豊まりえ
- 伊野尾慧（Hey! Say! JUMP）
- かまいたち
- 神木隆之介
- 桜井日奈子
- 髙橋ひかる
- 西島秀俊
- 花澤香菜
- 古川琴音
- 宮川大輔

ナレーター
- 松岡禎丞
- 小松未可子

### 第4弾
前回からの続投
- 風間俊介
- 指原莉乃
- 佐藤栞里
- 出川哲朗
- 朝日奈央
- ぺこぱ
- 佐々木久美 （日向坂46）[3]
- 山下美月（乃木坂46）
- SixTONES（田中樹・森本慎太郎）
- チョコレートプラネット
- 伊野尾慧（Hey! Say! JUMP）
- 宮川大輔
- 水卜麻美（日本テレビアナウンサー）

ゲスト
- 新木優子
- 北乃きい
- 劇団ひとり
- 斉藤慎二（ジャングルポケット）
- 櫻井翔（嵐）
- 下野紘
- 西野七瀬
- めるる（生見愛瑠）
- 本田翼
- 三浦翔平
- 八乙女光（Hey! Say! JUMP）

ナレーター
- 松岡禎丞

### 第5弾
前回からの続投
- 指原莉乃
- 出川哲朗
- 朝日奈央
- 佐々木美玲（日向坂46）
- 山下美月（乃木坂46）
- SixTONES（田中樹・森本慎太郎）
- チョコレートプラネット
- 宮川大輔
- 劇団ひとり
- 生見愛瑠

ゲスト
- 杏
- 井桁弘恵
- 王林（りんご娘）
- 菊池風磨（Sexy Zone）
- 高橋茂雄（サバンナ）
- 高畑充希
- 滝沢カレン
- 中川翔子
- 長濱ねる
- 成田凌
- 西島秀俊
- 松下洸平
- 山崎育三郎
- 芳根京子

ナレーター
- 松岡禎丞

### 第6弾
前回からの続投
- 指原莉乃
- 出川哲朗
- 丹生明里（日向坂46）[1]
- 山下美月（乃木坂46）
- SixTONES（田中樹・森本慎太郎）
- チョコレートプラネット
- 宮川大輔
- 劇団ひとり
- 生見愛瑠
- 滝沢カレン
- 風間俊介[2]

ゲスト
- 相葉雅紀（嵐）
- 阿部寛
- 今田美桜
- イワクラ（蛙亭）
- 浮所飛貴（美 少年）
- 北村一輝
- 小杉竜一（ブラックマヨネーズ）
- 白石麻衣
- 高橋文哉
- 滝藤賢一
- 永瀬廉（King & Prince）
- 広瀬アリス
- ホラン千秋
- 松本まりか
- ゆうちゃみ

ナレーター
- 松岡禎丞

### 第7弾
前回からの続投
- 指原莉乃
- 出川哲朗
- 山下美月（乃木坂46）
- SixTONES（田中樹・森本慎太郎）
- チョコレートプラネット
- 宮川大輔
- 劇団ひとり
- 生見愛瑠
- 風間俊介[2]
- 今田美桜
- 小杉竜一（ブラックマヨネーズ）
- 永瀬廉（King & Prince）
- 松本まりか

ゲスト
- 飯豊まりえ[4]
- 井桁弘恵[5]
- 小野あつこ
- 櫻井翔（嵐）[6]
- 鈴木亮平
- 清野菜名
- 髙橋未来虹（日向坂46）
- 田中圭
- 千葉雄大
- 仲野太賀
- 中村獅童
- 橋本愛
- 松岡茉優
- 間宮祥太朗
- 柳原可奈子
- 山崎賢人
- 矢本悠馬
- りょう

ナレーター
- 松岡禎丞

### 第8弾
前回からの続投
- 指原莉乃
- SixTONES（田中樹・森本慎太郎）
- チョコレートプラネット
- 宮川大輔
- 劇団ひとり
- 生見愛瑠
- 風間俊介[2]
- 小杉竜一（ブラックマヨネーズ）
- 松本まりか
- 井桁弘恵
- 清野菜名
- 田中圭

ゲスト
- 池田エライザ
- 伊藤俊介（オズワルド）
- 及川光博
- 賀喜遥香（乃木坂46）
- 片岡愛之助
- 片桐仁
- 清原果耶
- 齊藤京子（日向坂46）
- 斉藤慎二（ジャングルポケット）[6]
- 佐々木蔵之介
- 椎名桔平
- 高橋茂雄（サバンナ）[5]
- 髙橋ひかる
- 滝沢カレン[7]
- 奈緒
- 中川大志
- 永野芽郁
- 中村倫也
- 成田凌[5]
- 橋本環奈
- 堀田茜
- 松坂桃李
- 松本若菜
- 溝端淳平

ナレーター
- 松岡禎丞

### 第9弾
前回からの続投
- SixTONES（田中樹・森本慎太郎）
- チョコレートプラネット
- 宮川大輔
- 劇団ひとり
- 生見愛瑠
- 風間俊介[2]
- 松本まりか
- 井桁弘恵
- 田中圭
- 片岡愛之助
- 斉藤慎二（ジャングルポケット）[6]
- 高橋茂雄（サバンナ）[5]
- 髙橋ひかる
- 堀田茜
- 松坂桃李
- 松本若菜

ゲスト
- アンミカ
- 岡本圭人
- 小野あつこ[8]
- 海宝直人
- 門脇麦
- 川田裕美
- 川端結愛
- 岸優太（King & Prince）
- 木南晴夏
- 久保史緒里（乃木坂46）
- 佐々木希
- 渋谷凪咲（NMB48）
- 滝藤賢一[9]
- 田渕章裕（インディアンス）
- 出川哲朗[10]
- 中条あやみ
- 広末涼子
- ファーストサマーウイカ
- フワちゃん[3]
- 松下奈緒
- 百田夏菜子（ももいろクローバーZ）
- 山本耕史
- ゆうちゃみ[9]
- 吉岡里帆

ナレーター
- 松岡禎丞

### 第10弾
前回からの続投
- SixTONES（田中樹・森本慎太郎）
- チョコレートプラネット
- 宮川大輔
- 劇団ひとり
- 生見愛瑠
- 風間俊介[2]
- 出川哲朗[10]
- 松本まりか
- 田中圭
- 堀田茜
- 中条あやみ
- 松下奈緒
- 百田夏菜子（ももいろクローバーZ）

ゲスト
- 芦田愛菜
- 安斉星来
- 王林[5]
- 大西流星（なにわ男子）
- 要潤
- 川口春奈
- 小杉竜一（ブラックマヨネーズ）[11]
- 櫻井翔（嵐）[12]
- 指原莉乃[13]
- 清野菜名[14]
- 高橋文哉[9]
- ディーンフジオカ
- 奈緒[15]
- 丹生明里（日向坂46）[16]
- 福士蒼汰
- 宮野真守
- 山田裕貴

ナレーター
- 松岡禎丞

### 第11弾
- SixTONES（田中樹・森本慎太郎）
- 宮川大輔
- 劇団ひとり
- 生見愛瑠
- 風間俊介[2]
- 指原莉乃[13]
- 松本まりか
- 小杉竜一（ブラックマヨネーズ）[11]
- 櫻井翔（嵐）[12]
- 高橋文哉[9]
- 王林[5]

ゲスト
- 井上和（乃木坂46）
- 門脇麦[17]
- 上白石萌音
- 川栄李奈
- 工藤阿須加
- 近藤春菜（ハリセンボン）
- 高岡早紀
- 高橋茂雄（サバンナ）[18]
- 滝沢カレン[19]
- 竹内涼真
- 富栄ドラム
- 永瀬廉（King & Prince）[20]
- 早見あかり
- 坂東龍汰
- 本郷奏多
- 松村沙友理
- 松本若菜[21]
- ゆめぽて

ナレーター
- 松岡禎丞

### 第12弾
前回からの続投
- SixTONES（田中樹・森本慎太郎）
- 宮川大輔
- 劇団ひとり
- 生見愛瑠
- 松本まりか
- 風間俊介[2]
- 指原莉乃[13]
- 高橋茂雄（サバンナ）[18]
- 高橋文哉[9]
- 王林[5]

ゲスト
- 新木優子[6]
- 板垣李光人
- 内野聖陽
- 遠藤憲一
- 岡山天音
- 小芝風花
- 桜井日奈子[4]
- 佐々木蔵之介[15]
- 佐藤隆太
- 佐野勇斗
- 正源司陽子（日向坂46）
- 清野菜名[14]
- 多部未華子
- 出川哲朗[10]
- 成田凌[5]
- 浜辺美波
- 速水もこみち
- 福原遥
- 藤咲碧羽[22]
- 藤本美貴
- 柳楽優弥

ナレーター
- 松岡禎丞

### 第13弾
前回からの続投
- SixTONES（田中樹・森本慎太郎）
- 宮川大輔
- 劇団ひとり
- 生見愛瑠
- 風間俊介
- 指原莉乃
- 出川哲朗
- 藤本美貴

ゲスト
- 相武紗季
- 赤楚衛二
- 猪俣周杜（timelesz）
- 猪狩蒼弥（KEY TO LIT）
- 岩田剛典
- 上白石萌音[23]
- 菅野美穂
- 近藤春菜（ハリセンボン）[23]
- 櫻井翔[24]
- 高岡早紀[23]
- 檀れい
- 當真あみ
- 永尾柚乃
- 長濱ねる[5]
- 野村康太
- 野呂佳代
- 比嘉愛未
- 藤原丈一郎 （なにわ男子）
- 松下洸平[5]
- 森七菜
- 山田優 (モデル)
- 吉沢亮

ナレーター
- 松岡禎丞[25]

## ネット局

### 第1弾
| 放送対象地域   | 放送局                    | 系列                                         | 放送日時           | ネット状況 | 備考   |
| -------------- | ------------------------- | -------------------------------------------- | ------------------ | ---------- | ------ |
| 関東広域圏     | 日本テレビ（NTV）         | 日本テレビ系列                               | 日曜 22:30 - 23:25 | 制作局     | 制作局 |
| 北海道         | 札幌テレビ（STV）         | 日本テレビ系列                               | 日曜 22:30 - 23:25 | 同時ネット |        |
| 青森県         | 青森放送（RAB）           | 日本テレビ系列                               | 日曜 22:30 - 23:25 | 同時ネット |        |
| 岩手県         | テレビ岩手（TVI）         | 日本テレビ系列                               | 日曜 22:30 - 23:25 | 同時ネット |        |
| 宮城県         | ミヤギテレビ（MMT）       | 日本テレビ系列                               | 日曜 22:30 - 23:25 | 同時ネット |        |
| 秋田県         | 秋田放送（ABS）           | 日本テレビ系列                               | 日曜 22:30 - 23:25 | 同時ネット |        |
| 山形県         | 山形放送（YBC）           | 日本テレビ系列                               | 日曜 22:30 - 23:25 | 同時ネット |        |
| 福島県         | 福島中央テレビ（FCT）     | 日本テレビ系列                               | 日曜 22:30 - 23:25 | 同時ネット |        |
| 山梨県         | 山梨放送（YBS）           | 日本テレビ系列                               | 日曜 22:30 - 23:25 | 同時ネット |        |
| 長野県         | テレビ信州（TSB）         | 日本テレビ系列                               | 日曜 22:30 - 23:25 | 同時ネット |        |
| 新潟県         | テレビ新潟（TeNY）        | 日本テレビ系列                               | 日曜 22:30 - 23:25 | 同時ネット |        |
| 静岡県         | 静岡第一テレビ（SDT）     | 日本テレビ系列                               | 日曜 22:30 - 23:25 | 同時ネット |        |
| 富山県         | 北日本放送（KNB）         | 日本テレビ系列                               | 日曜 22:30 - 23:25 | 同時ネット |        |
| 石川県         | テレビ金沢（KTK）         | 日本テレビ系列                               | 日曜 22:30 - 23:25 | 同時ネット |        |
| 福井県         | 福井放送（FBC）           | 日本テレビ系列 テレビ朝日系列                | 日曜 22:30 - 23:25 | 同時ネット |        |
| 中京広域圏     | 中京テレビ（CTV）         | 日本テレビ系列                               | 日曜 22:30 - 23:25 | 同時ネット |        |
| 近畿広域圏     | 読売テレビ（ytv）         | 日本テレビ系列                               | 日曜 22:30 - 23:25 | 同時ネット |        |
| 鳥取県・島根県 | 日本海テレビ（NKT）       | 日本テレビ系列                               | 日曜 22:30 - 23:25 | 同時ネット |        |
| 広島県         | 広島テレビ（HTV）         | 日本テレビ系列                               | 日曜 22:30 - 23:25 | 同時ネット |        |
| 山口県         | 山口放送（KRY）           | 日本テレビ系列                               | 日曜 22:30 - 23:25 | 同時ネット |        |
| 徳島県         | 四国放送（JRT）           | 日本テレビ系列                               | 日曜 22:30 - 23:25 | 同時ネット |        |
| 香川県・岡山県 | 西日本放送（RNC）         | 日本テレビ系列                               | 日曜 22:30 - 23:25 | 同時ネット |        |
| 愛媛県         | 南海放送（RNB）           | 日本テレビ系列                               | 日曜 22:30 - 23:25 | 同時ネット |        |
| 高知県         | 高知放送（RKC）           | 日本テレビ系列                               | 日曜 22:30 - 23:25 | 同時ネット |        |
| 福岡県         | 福岡放送（FBS）           | 日本テレビ系列                               | 日曜 22:30 - 23:25 | 同時ネット |        |
| 長崎県         | 長崎国際テレビ（NIB）     | 日本テレビ系列                               | 日曜 22:30 - 23:25 | 同時ネット |        |
| 熊本県         | くまもと県民テレビ（KKT） | 日本テレビ系列                               | 日曜 22:30 - 23:25 | 同時ネット |        |
| 大分県         | テレビ大分（TOS）         | 日本テレビ系列 フジテレビ系列                | 日曜 22:30 - 23:25 | 同時ネット |        |
| 宮崎県         | テレビ宮崎（UMK）         | フジテレビ系列 日本テレビ系列 テレビ朝日系列 | 日曜 22:30 - 23:25 | 同時ネット |        |
| 鹿児島県       | 鹿児島読売テレビ（KYT）   | 日本テレビ系列                               | 日曜 22:30 - 23:25 | 同時ネット |        |

### 第2弾
| 放送対象地域   | 放送局                    | 系列                                         | 放送日時           | ネット状況 | 備考   |
| -------------- | ------------------------- | -------------------------------------------- | ------------------ | ---------- | ------ |
| 関東広域圏     | 日本テレビ（NTV）         | 日本テレビ系列                               | 日曜 22:00 - 23:25 | 制作局     | 制作局 |
| 北海道         | 札幌テレビ（STV）         | 日本テレビ系列                               | 日曜 22:00 - 23:25 | 同時ネット |        |
| 青森県         | 青森放送（RAB）           | 日本テレビ系列                               | 日曜 22:00 - 23:25 | 同時ネット |        |
| 岩手県         | テレビ岩手（TVI）         | 日本テレビ系列                               | 日曜 22:00 - 23:25 | 同時ネット |        |
| 宮城県         | ミヤギテレビ（MMT）       | 日本テレビ系列                               | 日曜 22:00 - 23:25 | 同時ネット |        |
| 秋田県         | 秋田放送（ABS）           | 日本テレビ系列                               | 日曜 22:00 - 23:25 | 同時ネット |        |
| 山形県         | 山形放送（YBC）           | 日本テレビ系列                               | 日曜 22:00 - 23:25 | 同時ネット |        |
| 福島県         | 福島中央テレビ（FCT）     | 日本テレビ系列                               | 日曜 22:00 - 23:25 | 同時ネット |        |
| 山梨県         | 山梨放送（YBS）           | 日本テレビ系列                               | 日曜 22:00 - 23:25 | 同時ネット |        |
| 長野県         | テレビ信州（TSB）         | 日本テレビ系列                               | 日曜 22:00 - 23:25 | 同時ネット |        |
| 新潟県         | テレビ新潟（TeNY）        | 日本テレビ系列                               | 日曜 22:00 - 23:25 | 同時ネット |        |
| 静岡県         | 静岡第一テレビ（SDT）     | 日本テレビ系列                               | 日曜 22:00 - 23:25 | 同時ネット |        |
| 富山県         | 北日本放送（KNB）         | 日本テレビ系列                               | 日曜 22:00 - 23:25 | 同時ネット |        |
| 石川県         | テレビ金沢（KTK）         | 日本テレビ系列                               | 日曜 22:00 - 23:25 | 同時ネット |        |
| 福井県         | 福井放送（FBC）           | 日本テレビ系列 テレビ朝日系列                | 日曜 22:00 - 23:25 | 同時ネット |        |
| 中京広域圏     | 中京テレビ（CTV）         | 日本テレビ系列                               | 日曜 22:00 - 23:25 | 同時ネット |        |
| 近畿広域圏     | 読売テレビ（ytv）         | 日本テレビ系列                               | 日曜 22:00 - 23:25 | 同時ネット |        |
| 鳥取県・島根県 | 日本海テレビ（NKT）       | 日本テレビ系列                               | 日曜 22:00 - 23:25 | 同時ネット |        |
| 広島県         | 広島テレビ（HTV）         | 日本テレビ系列                               | 日曜 22:00 - 23:25 | 同時ネット |        |
| 山口県         | 山口放送（KRY）           | 日本テレビ系列                               | 日曜 22:00 - 23:25 | 同時ネット |        |
| 徳島県         | 四国放送（JRT）           | 日本テレビ系列                               | 日曜 22:00 - 23:25 | 同時ネット |        |
| 香川県・岡山県 | 西日本放送（RNC）         | 日本テレビ系列                               | 日曜 22:00 - 23:25 | 同時ネット |        |
| 愛媛県         | 南海放送（RNB）           | 日本テレビ系列                               | 日曜 22:00 - 23:25 | 同時ネット |        |
| 高知県         | 高知放送（RKC）           | 日本テレビ系列                               | 日曜 22:00 - 23:25 | 同時ネット |        |
| 福岡県         | 福岡放送（FBS）           | 日本テレビ系列                               | 日曜 22:00 - 23:25 | 同時ネット |        |
| 長崎県         | 長崎国際テレビ（NIB）     | 日本テレビ系列                               | 日曜 22:00 - 23:25 | 同時ネット |        |
| 熊本県         | くまもと県民テレビ（KKT） | 日本テレビ系列                               | 日曜 22:00 - 23:25 | 同時ネット |        |
| 大分県         | テレビ大分（TOS）         | 日本テレビ系列 フジテレビ系列                | 日曜 22:00 - 23:25 | 同時ネット |        |
| 宮崎県         | テレビ宮崎（UMK）         | フジテレビ系列 日本テレビ系列 テレビ朝日系列 | 日曜 22:00 - 23:25 | 同時ネット |        |
| 鹿児島県       | 鹿児島読売テレビ（KYT）   | 日本テレビ系列                               | 日曜 22:00 - 23:25 | 同時ネット |        |

### 第3弾
日本テレビ系列フルネット28局で放送。

### 第4弾
テレビ大分では第2弾以来の放送。

### 第5弾・第6弾
フルネット28局で放送。

### 第7弾
テレビ大分では第4弾以来の放送。

### 第8弾
フルネット28局＆クロスネット1局で放送。

### 第9弾
フルネット28局では「みどころ」も放送。
テレビ宮崎では第2弾以来の放送。

### 第10弾・第11弾
フルネット28局で放送。11弾は一部ネット局は20:54飛び降り。

## スタッフ
- 企画・演出：増田雄太
- 構成：石塚祐介
- ナレーター：松岡禎丞（第12回-）
- TM：木村博靖（第8回-）
- アートプロデューサー：高津光一郎（第5回-）
- 美術協力：日テレアート
- 技術協力：エスパシオ（第4回-、第3回まではロケ技術）、東京オフラインセンター（第4回-）
- 編集：都築嵩史（スタジオヴェルト、第7回-）
- MA：上松紗弓（スタジオヴェルト、第13回）
- 音効：高取謙（Thee BLUEBEAT）
- TK：田中彩
- リサーチ：平川達矢（第1-7,12回-、第8-11回は構成）
- 協力：アフロ、スペクター・コミュニケーションズ（アフロ→第1-8,10回-、スペクター→第5回-、共に第9回は映像協力）
- デスク：高桑繭子（第11回-）
- CG：堀江隆臣
- 海外プロデューサー：岩谷友美、大塚千恵子、李友樹（共に第9回-、岩谷・大塚→第8回まで映像コーディネート、李→第5-8回までは映像コーディネート）
- 映像コーディネート：荻野恵（第11,13回）、林美希（第11回-）、髙橋眞由美（第9回-）、 半田美香（第11回-）、山室麗（第3回-）、近森大成（第10回-）、イヴァーセン千聡（第13回）／TOKYO VISION、NTV EUROPE
- ディレクター：三根榮太郎（ぷろぺら、第9回-）、渡辺将太（第4回-）、阿部佑哉（第4回-、第3回までAD）、山村裕一（第2回-）、河村哲平（第11回-）、加藤昌義（第1回-）、大塚太智（第12回-）、大澤菜穂（第12回-）、木村璃子（第13回）、太田優衣（第13回）／小野暖菜子（第13回）、高橋美希（第13回）、滝本陽和（第13回）、山口葵（第13回）、菊池莉奈（第13回）
- プロデューサー：蔭山彩（第11回-）、小手川由莉（第13回）、藤田幸伸（第1回-）、道下綾子（第4回-）／袴田有美（第5回-、第4回までAP）、会田香寿沙（第13回）
- チーフプロデューサー：藤森和彦（第12回-）
- 制作協力：Spice Factory（第1回-）、AXON（第8回-）
- 製作著作：日本テレビ

### 過去のスタッフ
- 構成：平出尚人（第11回まで）
- アートプロデューサー：栗原和也（第4回まで）
- 技術協力：NiTRO（第7,8,10回）、Be ZERO（第5,6,8-10回）
- リサーチ：喜多あおい（第1,3-9,11,12回）、ズノー（第2回）、今井晶子（第5回、第4回までは映像コーディネート）、安藤凛人（第7-9回）
- 映像コーディネート：唐沢藍（第2回まで）、砂田有紀（第2-10回）、村越威史（第3回まで）、NTV INTERNATIONAL CORP.（第4回まで）、渡邊衣里（第5,6回）、向井レティシア（第10-12回）、佐藤多加雄（第12回）
- 編集：橋本治（スタジオヴェルト、第1-6,8-12回）
- MA：森川享祐（スタジオヴェルト、第1-3,5-9,11,12回）、大塚淳未（スタジオヴェルト、第4回）、近藤拓弥（スタジオヴェルト、第10回）
- イラスト提供：「ちいかわ」ナガノ（第4回）
- カラオケ音源協力：DAM第一興商（第9回）
- デスク：木村りえ（第1-10回）
- AD：加納裕子、近藤榛香（共に第1回）、丹羽理沙子、小田島廉（共に第2回）、長谷川未咲、三谷恭平（共に第3回）、川野辺沙耶、松本和也、武岡澄也（共に第4回）
- AP：明田未妃（第1回）、三品恵（第2回）、上岡恵莉華（第3回）
- ディレクター：小倉寛太（第1-4,6,7回）、榊原真由子（第1回）、武信考（第1,3-8回）、吉田稔（第3回まで）、三上昭人（第2-6回）、中川ゆりや（第4回）、藁科啓（第5回）、松原広直（第7-10回）、髙橋慎耶（第8回）、齊藤篤史、河野千春、伊藤綸（第8,9回）、雨宮優（第8-11回）、久保基樹（第11回）／植竹愛、宮本深雪（植竹・宮本→第5回、宮本→第4回はAD）、和田貴文、小野涼香（和田・小野→第5,6回、和田→第2,3回はAD）、野村京花（第5-7回）、長谷川直央、林真唯（第6-9回）、吉岡弘晃（第6-11回）、石田裕貴（第7回）、島澤美風（第7,8回）、佐藤広大、法量知南（第7-9回）、波多野詩織、森優芽（第8回、波多野→第3回はAD）、金澤早紀、森萌里（第9回）、金澤瑞、佐藤啓成（第9-11回）、中西雄大（第9,12回）、邊見朋輝、土田綾香、野崎宏翔、林聖、増子ひかり（第10回）、福地哲也（第10,11回）、竹岡里紗（第10-12回）、工藤博貴、北川佳奈、山田日香、田中美羽（第11回）、枡村チャンリカ裕美、内田望友（第11,12回）、池田康大、小林凛樺（第12回）
- プロデューサー：清水真美子（第1-12回）、山本めぐ（第8-10回）、廣瀬詩歩（第5-9回）、小暮美帆（第10回）、松田奈央（第11,12回）
- チーフプロデューサー：倉田忠明（第9回まで）
- 企画・チーフプロデューサー：渡邊政次（第10,11回、第3回まで企画・プロデュース、第4-9回は企画・統轄プロデューサー）